# USS Hunt (DD-194)
USS Hunt (DD-194) là một tàu khu trục lớp Clemson được Hải quân Hoa Kỳ chế tạo vào cuối Chiến tranh Thế giới thứ nhất. Nó phục vụ cùng lực lượng Tuần duyên Hoa Kỳ như là chiếc USCGD Hunt (CG-18), và trong Chiến tranh Thế giới thứ Hai được chuyển cho Hải quân Hoàng gia Anh như là chiếc HMS Broadway (H90) và phục vụ cho đến hết chiến tranh. Nó là chiếc tàu chiến đầu tiên của Hải quân Hoa Kỳ được đặt tên theo Bộ trưởng Hải quân William H. Hunt (1823-1884).

## Thiết kế và chế tạo
Hunt được đặt lườn vào ngày 20 tháng 8 năm 1918 tại xưởng tàu của hãng Newport News Shipbuilding & Dry Dock Company ở Newport News, Virginia. Nó được hạ thủy vào ngày 14 tháng 2 năm 1920, được đỡ đầu bởi cô Virginia Livingston Hunt; và đưa ra hoạt động vào ngày 30 tháng 9 năm 1920 dưới quyền chỉ huy của Hạm trưởng, Đại úy Hải quân Roswell H. Blair.

## Lịch sử hoạt động

### USSHunt
Sau khi hoàn tất chạy thử máy, Hunt tham gia các hoạt động huấn luyện và thực tập cùng Hạm đội Đại Tây Dương và tiến hành các thử nghiệm ngư lôi ngoài khơi Newport, Rhode Island. Nó chuyển căn cứ hoạt động đến Charleston, South Carolina vào ngày 3 tháng 12 năm 1920. Khởi hành từ Charleston vào ngày 29 tháng 5 năm 1922, nó đi vào Xưởng hải quân Philadelphia vào ngày 6 tháng 6, và được cho xuất biên chế tại đây vào ngày 11 tháng 8 năm 1922. Trong giai đoạn từ ngày 13 tháng 9 năm 1930 đến ngày 28 tháng 5 năm 1934, con tàu được chuyển cho Lực lượng Tuần duyên Hoa Kỳ như là chiếc USCGD Hunt (CG-18) để tham gia các hoạt động tuần tra chống buôn lậu rượu.
Khi được cho nhập biên chế trở lại tại Philadelphia, Hunt khởi hành vào ngày 26 tháng 1 năm 1940 cho hoạt động Tuần tra Trung lập tại vùng biển Caribe. Nó rời vùng kênh đào Panama vào ngày 3 tháng 4 để hộ tống cho tàu ngầm Searaven đi đến mũi Canaveral, rồi tham gia các cuộc thực tập tác xạ tại vùng biển Cuba trên đường đi đến Norfolk, Virginia, đến nơi vào ngày 17 tháng 4 năm 1940. Trong những tháng tiếp theo, nó thực hành cơ động tại vịnh Chesapeake cùng các chuyến đi huấn luyện dọc theo vùng bờ Đông Hoa Kỳ.
Hunt nằm trong số 50 tàu khu trục cũ được chuyển giao cho Anh Quốc theo Thỏa thuận đổi tàu khu trục lấy căn cứ. Nó khởi hành từ Newport vào ngày 3 tháng 10 năm 1940, đi đến Halifax, Nova Scotia vào ngày 5 tháng 10, và vào ngày hôm sau đã đón 100 sĩ quan và thủy thủ Anh cho việc huấn luyện. Nó được cho xuất biên chế khỏi Hải quân Mỹ vào ngày 8 tháng 10 và nhập biên chế cùng Hải quân Hoàng gia Anh như là chiếc HMS Broadway (H90).

### HMSBroadway
Broadway đi đến Belfast, Bắc Ireland vào ngày 24 tháng 10 năm 1940, nơi nó gia nhập Đội hộ tống 11 trực thuộc Bộ chỉ huy Tiếp cận phía Tây, nơi nó hộ tống nhiều đoàn tàu vận tải vượt Đại Tây Dương. Vào ngày 9 tháng 5 năm 1941, đang khi hộ tống cho Đoàn tàu OB 318, cùng với tàu khu trục Bulldog và tàu corvette HMS Aubrietia, nó đã tham gia vào việc chiếm giữ tàu ngầm U-boat U-110 của Đức ở giữa Iceland và Greenland. Trong đêm hôm trước, chiếc U-boat tìm cách tấn công Đoàn tàu OB 318, nhưng bị ngăn trở không thể nổi lên mặt nước do lực lượng hộ tống mạnh mẽ. Chiếc tàu ngầm vẫn theo đuổi các tàu Đồng Minh cho đến xế trưa hôm sau, khi nó phóng ba quả ngư lôi từ độ sâu kính tiềm vọng. Broadway và các tàu tháp tùng lập tức phản công, buộc đối phương phải nổi lên mặt nước nơi nó đầu hàng. Con tàu chiến lợi phẩm không may bị đắm trong khi được kéo về cảng, nhưng đội đổ bộ lên con tàu đã thu thập những tài liệu quan trọng đối với phe Đồng Minh cùng một máy Enigma nguyên vẹn. U-110 do Thiếu tá Hải quân (Korvettenkapitän) Fritz-Julius Lemp chỉ huy, người đã thực hiện chiến công đầu tiên của chiến tranh khi đánh chìm chiếc tàu biển chở hành khách SS Athenia vào ngày 3 tháng 9 năm 1939, ngày mà Anh Quốc tuyên chiến với Đức. Lemp thiệt mạng cùng với 14 thành viên thủy thủ đoàn khác khi U-110 đắm, nhưng có 4 sĩ quan và 28 thủy thủ được giải cứu.
Broadway được cải biến để tối ưu cho nhiệm vụ hộ tống vận tải bằng cách tháo dỡ ba trong số các khẩu pháo hải pháo 4 inch/50 caliber ban đầu và ba dàn ống phóng ngư lôi ba nòng để giảm bớt trọng lượng nặng bên trên, lấy chỗ chứa thêm mìn sâu và trang bị một dàn súng cối chống tàu ngầm Hedgehog. Broadway được phân về Đội hộ tống C-2 thuộc Lực lượng Hộ tống Giữa đại dương và đã hộ tống nhiều đoàn tàu vào mùa Đông năm 1942-1943. Vào ngày 12 tháng 5 năm 1943, nó tham gia cùng tàu frigate HMS Lagan và máy bay từ tàu sân bay hộ tống Biter trong việc tiêu diệt một tàu ngầm U-boat khác, chiếc U-89, về phía Đông Bắc quần đảo Azores.
Sau khi được tái trang bị tại Belfast vào tháng 9 năm 1943, Broadway trở thành một tàu mục tiêu để huấn luyện máy bay, và đã phục vụ trong vai trò này tại Rosyth, Scotland cho đến khi xung đột kết thúc tại Châu Âu. Vào tháng 5 năm 1945, nó rời Rosyth để đi sang miền Bắc Na Uy cùng lực lượng chiếm đóng. Tại Narvik, nó hộ tống một đoàn tàu ngầm Đức đi Trondheim. Do cắt giảm chi phí quốc phòng đáng kể sau chiến tranh, Hunt bị tháo dỡ vào năm 1947.